# Pexiora
Pexiora (okzitanisch: Puègsiuran) ist eine Gemeinde mit 1.264 Einwohnern (Stand: 1. Januar 2022) im Westen des Départements Aude in der südfranzösischen Region Okzitanien (vor 2016: Languedoc-Roussillon). Die Gemeinde gehört zum Arrondissement Carcassonne und zum Kanton La Piège au Razès. Die Einwohner werden Pexioranais genannt.

## Lage
Pexiora liegt etwa 25 Kilometer westnordwestlich von Carcassonne. Am Nordrand der Gemeinde befindet sich der Canal du Midi. Umgeben wird Pexiora von den Nachbargemeinden Saint-Martin-Lalande im Nordwesten und Norden, Lasbordes im Norden, Villepinte im Nordosten und Osten, Villasavary im Süden sowie Laurabuc im Südwesten und Westen.
Durch die Gemeinde führt die Autoroute A62.

## Bevölkerungsentwicklung
| Jahr                       | 1962 | 1968 | 1975 | 1982 | 1990 | 1999 | 2006 | 2019 |
| Einwohner                  | 849  | 854  | 753  | 751  | 709  | 814  | 966  | 1230 |
| Quellen: Cassini und INSEE |      |      |      |      |      |      |      |      |

## Sehenswürdigkeiten
- Kirche Saint-Blaise aus dem 14. Jahrhundert
- Schloss
- Windmühlen

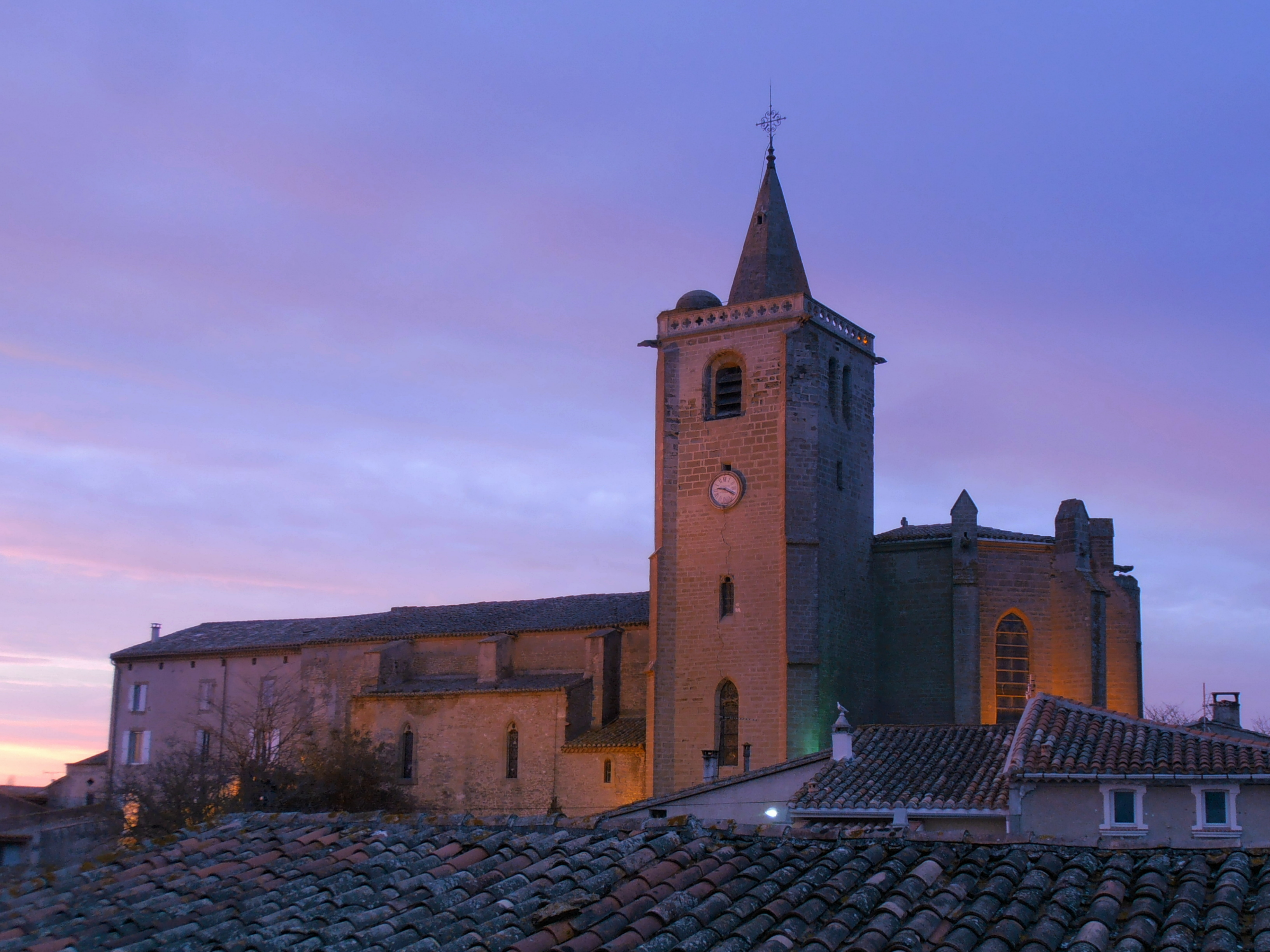
Kirche Saint-Blaise
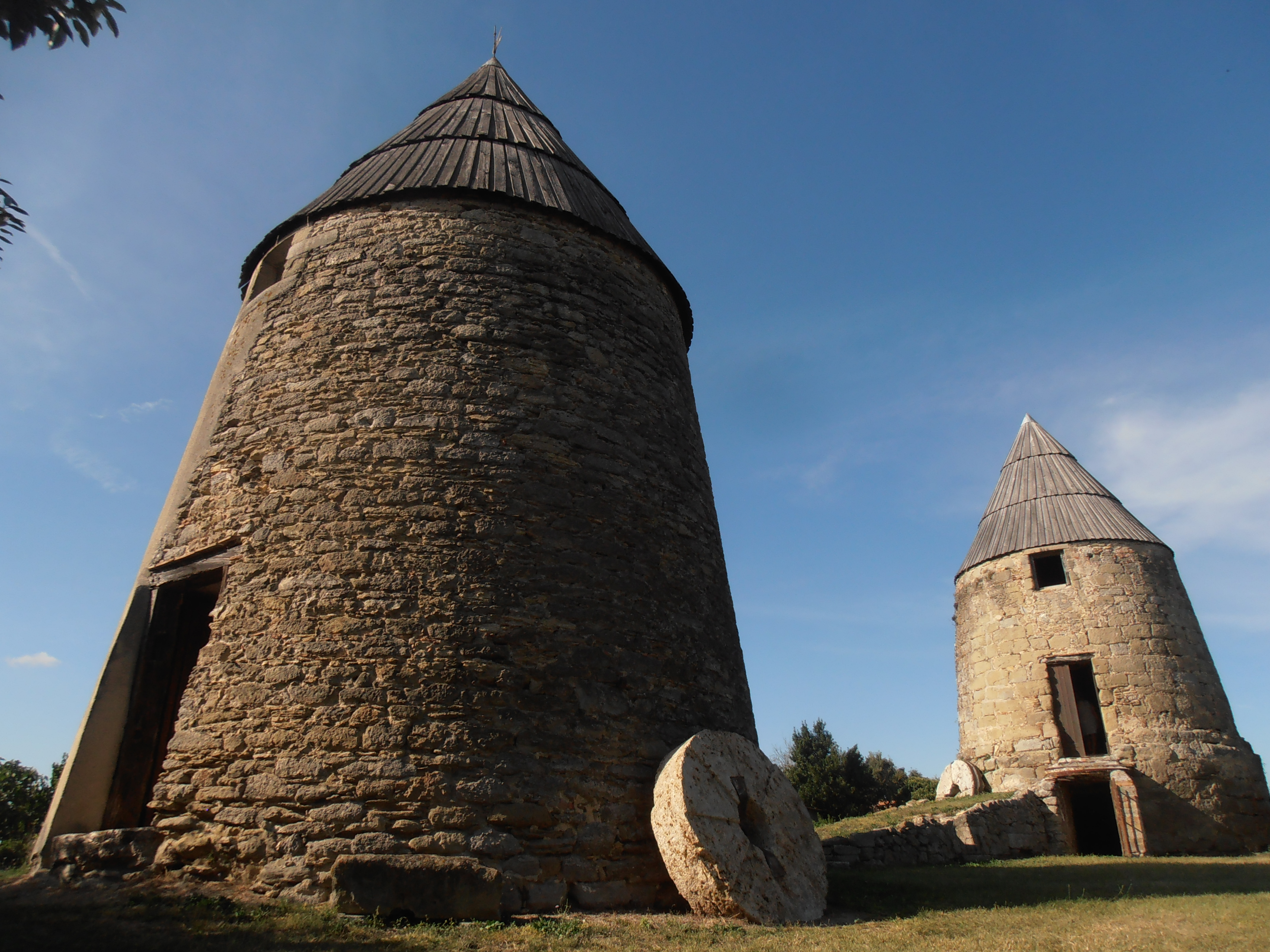
Windmühlen

## Persönlichkeiten
- Bernard Cadenat (1853–1930), Politiker (SFIO), Bürgermeister von Marseille